# جوردان ريبر
جوردان ريبر (بالإنجليزية: Jordan Riber)‏، هُو مخرج أفلام وكاتب سيناريو ومُنتج تنزاني زيمبابوي.

## وصلات خارجية
- جوردان ريبر على موقع IMDb (الإنجليزية)